# Stereotape Records
Stereotape Records es una discográfica con base en Buenos Aires, Argentina y fundada en 2007 por Natalie Naveira y Diego Guiñazu de Lendi Vexer. Se especializa, casi exclusivamente, en trabajar con estilos como el Trip Hop, el Folk y la música electrónica Downtempo. Aunque es básicamente lo que se conoce como un sello de artista, una compañía fundada para editar el material propio sin restricciones.
Otros ejemplos que comenzaron como sello de artista pueden ser Melankolic de Massive Attack o Epitaph de Bad Religion.